# Slangehoved (art)
Slangehoved (Echium vulgare) er en 30-80 cm høj, stivhåret urt, der vokser på tørre marker og langs vejkanter.

## Beskrivelse
Slangehoved er en toårig plante med en stift opret vækst. Hele planten er dækket af stive hår. Det første år danner den kun en roset af grundstillede blade, men næste forår skyder stænglen til vejrs. Den er rund i tværsnit og bærer spredtstillede blade. De er hele og lancetformede med hel og lidt bølget rand. Blomstringen sker i juni-juli, hvor man ser blomsterne sidde op ad stænglen i sidestillede svikler. De enkelte blomster er blå og tragtformede og kun énsymmetriske. Frugterne er kantede delfrugter.
Rodnettet består af en kraftig og dybtgående pælerod med forholdsvist tynde siderødder.
Højde x bredde og årlig tilvækst: 0,80 x 0,20 m (80 x 20 cm/år).

## Voksested
Arten er udbredt i Centralasien, Kaukasus, Lilleasien og Europa inklusive Danmark, hvor den er meget almindelig i hele landet. Den foretrækker tørre, lysåbne voksesteder med mager jord og neutralt eller basisk pH.
På Mens Alvaret på Öland findes arten på et tyndt muldlag over kalksten sammen med bl.a. aksærenpris, hjertegræs, rundbælg, svalerod, bakkenellike, dueskabiose, filtbladet kongelys, filtet soløje, gul snerre, havemalurt, hvid stenurt, knoldet mjødurt, lammeøre, nikkende limurt, nikkende tidsel, purløg (ölandsk variant), randhåret flitteraks, bredbladet timian, soløjealant og svaleurt.
| Portal | Portal:Botanik |

## Note
1. ↑  Jens Christian Schou: Ölands flora. Byerum